# Cienfuegos Alvarez
Cienfuegos Alvarez, eredeti nevén Álvaro de Cienfuegos SJ (Oviedo, Asztúria, 1657. február 27. – Róma, 1739. augusztus 19.) spanyol származású pécsi megyéspüspök.

## Élete
1666-ban lépett a rendbe. Compostellában a filozófia, a salamancai egyetemen a dogmatika tanára. 1701 és 1714 között a Habsburgok oldalán vett részt a spanyol örökösödési háborúban, ezért el kellett hagynia Spanyolországot, és előbb Lisszabonban, majd Bécsben élt. 1712-ben III. Károly király teljhatalmú követe Rómában. 1720-tól bíboros, május 26-án Catania püspöke, 1725. február 22-től Monreale érseke. 1735-ben francia hatásra el kellett hagynia Szicíliát. Rómába menekült, és bár 1735. március 25-én kinevezték pécsi püspöknek, haláláig Rómában maradt. 1739-ben hunyt el.

## Művei
- Vita F. Borja. Madrid, 1702
- Aenigma theologicum. 1-2. köt. Bécs, 1717
- Vita abscondita. Róma, 1728
- Epistola pastoralis. Róma, 1737